# X-Games Oslo 2016
Die X-Games Oslo 2016 fanden vom 24. bis 28. Februar 2016 in Oslo statt. Zum ersten Mal wurden X-Games-Wettbewerbe in Norwegen ausgetragen. Die Wettbewerbe wurden von ESPN und TV 2 veranstaltet. Ausgetragen wurden vier Freestyle-Skiing, vier Snowboard und zwei Skateboard-Wettbewerbe.  An den Wettkämpfen nahmen 126 Athleten teil.

## Resultate

### Medaillenspiegel
| Rang | Land                   | Gold | Silber | Bronze | Gesamt |
| ---- | ---------------------- | ---- | ------ | ------ | ------ |
| 1    | Vereinigte Staaten     | 3    | 4      | 5      | 12     |
| 2    | Japan                  | 2    | 0      | 1      | 3      |
| 3    | Norwegen               | 1    | 1      | 1      | 3      |
| 4    | Kanada                 | 1    | 1      | 0      | 2      |
| 5    | Brasilien              | 1    | 0      | 1      | 2      |
| 5    | Schweden               | 1    | 0      | 1      | 2      |
| 7    | Niederlande            | 1    | 0      | 0      | 1      |
| 8    | Schweiz                | 0    | 2      | 0      | 2      |
| 9    | Australien             | 0    | 1      | 0      | 1      |
| 9    | Neuseeland             | 0    | 1      | 0      | 1      |
| 11   | Vereinigtes Königreich | 0    | 0      | 1      | 1      |

### Freestyle-Skiing

#### Frauen Superpipe
| Rang | Name            | Lauf 1 | Lauf 2 | Lauf 3 | Bestes Ergebnis |
| ---- | --------------- | ------ | ------ | ------ | --------------- |
|      | Cassie Sharpe   | 86,00  | 88,33  | 87,33  | 88,33           |
|      | Maddie Bowman   | 82,66  | 36,33  | 85,33  | 85,33           |
|      | Ayana Onozuka   | 19,66  | 68,66  | 83,66  | 83,66           |
| 4    | Marie Martinod  | 70,00  | 81,00  | 82,33  | 82,33           |
| 5    | Brita Sigourney | 78,00  | 82,00  | 82,00  | 82,00           |
| 6    | Devin Logan     | 81,33  | 13,33  | 74,66  | 81,33           |
| 7    | Janina Kuzma    | 75,66  | 79,00  | 77,00  | 79,00           |
| 8    | Annalisa Drew   | 13,00  | 32,66  | 62,33  | 62,33           |

#### Männer Superpipe
| Rang | Name                | Lauf 1 | Lauf 2 | Lauf 3 | Bestes Ergebnis |
| ---- | ------------------- | ------ | ------ | ------ | --------------- |
|      | Torin Yater-Wallace | 91,33  | 95,00  | 38,33  | 95,00           |
|      | Alex Ferreira       | 93,33  | 92,33  | 89,66  | 93.33           |
|      | Gus Kenworthy       | 12,33  | 19,66  | 90,33  | 90,33           |
| 4    | David Wise          | 86,33  | 71,66  | 26,00  | 86,33           |
| 5    | Benoit Valentin     | 84,00  | 13,00  | 82,33  | 84,00           |
| 6    | Kévin Rolland       | 26,66  | 29,00  | 71,33  | 71,33           |
| 7    | Aaron Blunck        | 15,33  | 53,33  | 60,00  | 60,00           |
| 8    | Kyle Smaine         | 11,66  | 11,33  | 42,00  | 42,00           |

#### Frauen Big Air
| Rang | Name                       | Bestes Ergebnis |
| ---- | -------------------------- | --------------- |
|      | Tiril Sjåstad Christiansen | 94,00           |
|      | Johanne Killi              | 90,33           |
|      | Emma Dahlström             | 86,00           |
| 4    | Kelly Sildaru              | 84,00           |
| 5    | Maggie Voisin              | 80,00           |
| 6    | Kaya Turski                | 75,00           |

#### Männer Big Air
| Rang | Name           | Ergebnis |
| ---- | -------------- | -------- |
|      | Henrik Harlaut | 97,00    |
|      | Fabian Bösch   | 95,00    |
|      | Gus Kenworthy  | 91,66    |
| 4    | Kai Mahler     | 91,00    |
| 5    | Øystein Bråten | 90,66    |
| 6    | Klaus Finne    | 88,00    |
| 7    | Felix Usterud  | 87,00    |
| 8    | Bobby Brown    | 74,00    |

### Snowboard

#### Frauen Big Air
| Rang | Name                   | Ergebnis |
| ---- | ---------------------- | -------- |
|      | Cheryl Maas            | 91,33    |
|      | Christy Prior          | 84,00    |
|      | Kjersti Østgaard Buaas | 81,00    |
| 4    | Spencer O’Brien        | 80,00    |
| 5    | Klaudia Medlova        | 22,00    |
| 6    | Jamie Anderson         | 20,00    |

#### Männer Big Air
| Rang | Name            | Ergebnis |
| ---- | --------------- | -------- |
|      | Yūki Kadono     | 90,66    |
|      | Maxence Parrot  | 90,33    |
|      | Billy Morgan    | 79,33    |
| 4    | Darcy Sharpe    | 78,66    |
| 5    | Torgeir Bergrem | 53,66    |
| 6    | Niklas Mattsson | 44,66    |
| 7    | Peetu Piiroinen | 29,66    |
| 8    | Måns Hedberg    | 20,00    |

#### Frauen Superpipe
| Rang | Name             | Lauf 1 | Lauf 2 | Lauf 3 | Bestes Ergebnis |
| ---- | ---------------- | ------ | ------ | ------ | --------------- |
|      | Chloe Kim        | 68,00  | 96,33  | 98,00  | 98,00           |
|      | Kelly Clark      | 74,66  | 77,33  | 82,33  | 82,33           |
|      | Arielle Gold     | 78.33  | 82,00  | 79,66  | 82,00           |
| 4    | Maddie Mastro    | 15,00  | 72,33  | 44,33  | 72,33           |
| 5    | Hikaru Ōe        | 69,00  | 69,00  | 21,66  | 69,00           |
| 6    | Mirabelle Thovex | 57,00  | 10,00  | 43,66  | 57,00           |
| 7    | Sophie Rodriguez | 3,00   | 41,66  | 5,66   | 41,66           |
| 8    | Hannah Teter     | 36,66  | 24,66  | 20,00  | 36,66           |

#### Männer Superpipe
| Rang | Name                | Lauf 1 | Lauf 2 | Lauf 3 | Bestes Ergebnis |
| ---- | ------------------- | ------ | ------ | ------ | --------------- |
|      | Ayumu Hirano        | 92,33  | 94,66  | 86,66  | 94,66           |
|      | Iouri Podladtchikov | 88,00  | 31,00  | 87,00  | 88,00           |
|      | Chase Josey         | 36,66  | 83,66  | 85,66  | 85,66           |
| 4    | David Hablützel     | 78,66  | 82,00  | 75,00  | 82,00           |
| 5    | Louie Vito          | 7,66   | 73,33  | 62,33  | 73,33           |
| 6    | Danny Davis         | 70,66  | 17,00  | 45,66  | 70,66           |
| 7    | Patrick Burgener    | 13,66  | 7,66   | 62,00  | 62,00           |
| 8    | Kent Callister      | 25,66  | -      | -      | 25,66           |

### Skateboard

#### Frauen Street
| Rang | Name           | Lauf 1 | Lauf 2 | Lauf 3 | Bestes Ergebnis |
| ---- | -------------- | ------ | ------ | ------ | --------------- |
|      | Pamela Rosa    | 80,33  | 79,00  | 78,00  | 80,33           |
|      | Lacey Baker    | 77,66  | 79,66  | 67,33  | 79,66           |
|      | Vanessa Torres | 66,66  | 70,66  | 79,66  | 79,66           |
| 4    | Alexis Sablone | 76,33  | 77,33  | 64,33  | 77,33           |
| 5    | Leticia Bufoni | 73,66  | 74,00  | 70,33  | 74,00           |
| 6    | Alana Smith    | 70,66  | 73,33  | 65,33  | 73,33           |

#### Männer Street
| Rang | Name          | Lauf 1 | Lauf 2 | Lauf 3 | Bestes Ergebnis |
| ---- | ------------- | ------ | ------ | ------ | --------------- |
|      | Nyjah Huston  | 93,00  | 88,66  | 88,66  | 93,00           |
|      | Shane O’Neill | 92,00  | 89,66  | 87,00  | 92,00           |
|      | Luan Oliveira | 88,00  | 84,33  | 91,33  | 91,33           |
| 4    | Alec Majerus  | 67,33  | 71,33  | 89,66  | 89,66           |
| 5    | Curren Caples | 81,00  | 76,66  | 82,33  | 82,33           |
| 6    | Louie Lopez   | 66,33  | 66,33  | 72,33  | 72,33           |